# Église Sainte-Marie de Montferrer
L'église Sainte-Marie de Montferrer est une église catholique romane située à Montferrer, en France.

## Localisation
L'église est située dans le département français des Pyrénées-Orientales, sur la commune de Montferrer.

## Historique
L'édifice est classé au titre des monuments historiques en 1922.

### Fiches du ministère de la Culture
- « Église Sainte-Marie », notice no PA00104050, sur la plateforme ouverte du patrimoine, base Mérimée, ministère français de la Culture
- « Ciboire », notice no PM66001399, sur la plateforme ouverte du patrimoine, base Palissy, ministère français de la Culture
- « Croix-reliquaire (staurothèque dite lignum crucis) », notice no PM66001400, sur la plateforme ouverte du patrimoine, base Palissy, ministère français de la Culture
- « Statue : Vierge à l'Enfant », notice no PM66001757, sur la plateforme ouverte du patrimoine, base Palissy, ministère français de la Culture